# 桂誠

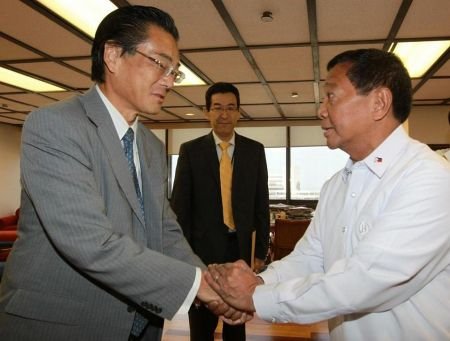
左が桂誠。2011年4月撮影。右はフィリピン副大統領（当時）のジェジョマール・ビナイ。

桂 誠（かつら　まこと、1948年（昭和23年）2月3日 - ）は、日本の外交官。2007年から2011年までフィリピン駐箚特命全権大使。

## 経歴・人物
- 栄光学園中学校・高等学校を経て、東京大学法学部在学中の1970年（昭和45年）9月に外務公務員採用上級試験に合格した。1971年（昭和46年）外務省に入省。フランス国立行政学院（ENA）留学。
- 1987年（昭和62年）11月 国際連合局軍縮課長
- 1989年（平成元年）3月 外務省研修所総括指導官
- 1990年（平成2年）4月 欧亜局西欧第一課長
- 1991年（平成3年）12月 在フランス日本国大使館参事官
- 1994年（平成6年）10月 在フィリピン日本国大使館参事官兼在マニラ総領事
- 1995年（平成7年）1月 フィリピン公使
- 1997年（平成9年）2月 日本国際問題研究所所長代行
- 1999年（平成11年）2月 在ジュネーブ国際機関日本政府代表部公使兼在ジュネーブ総領事
- 2001年（平成13年）7月 法務省入国管理局審議官
- 2002年（平成14年）8月 衆議院事務局国際部長
- 2004年（平成16年）7月 ラオス駐箚特命全権大使
- 2007年（平成19年）8月 フィリピン駐箚特命全権大使[1]
- 2011年（平成23年）8月1日 丸紅株式会社非常勤顧問[2]
- 2013年（平成25年）6月27日 王子ホールディングス株式会社監査役[3]
- 2013年（平成25年）外務省参与（科学技術協力担当）
- 一般財団法人フィリピン協会理事長[4]
- 2022年4月29日 瑞宝中綬章受章[5]。

## 同期
- 海老原紳（08年駐イギリス大使）
- 橋本逸男（09年東北大学公共政策大学院教授・04年駐ブルネイ大使・02年駐ラオス大使）
- 赤阪清隆（07年国際連合事務次長）
- 須田明夫（09年軍縮会議日本政府代表部大使・06年国際テロ対策担当大使・03年駐スリランカ大使）
- 楠本祐一（11年関西担当大使・09年駐ポーランド大使・04年駐ウズベキスタン大使）
- 島内憲（06年駐ブラジル大使・04年駐スペイン大使）
- 小島高明（10年国際テロ対策担当担当大使・07年駐オーストラリア大使・04年駐シンガポール大使）
- 横田淳（12年経済担当大使兼イラク復興支援等調整担当大使・09年駐ベルギー大使・06年国際貿易・経済担当大使・04年駐イスラエル大使）
- 三田村秀人（10年駐ニュージーランド大使・07年駐ザンビア大使）
- 野呂元良（08年駐マラウイ大使）
- 皆川一夫（11年駐ウガンダ大使）
- 佐藤正晴（12年駐ニカラグア大使）